# William O'Neill (1er baron O'Neill)
Pour les articles homonymes, voir O'Neill.
William O'Neill, 1er baron O'Neill (4 mars 1813 - 18 avril 1883) est un pair héréditaire anglo-irlandais, un pasteur et un compositeur de musique. Né William Chichester, il change son nom de famille en O'Neill en 1855.

## Biographie
Fils aîné du révérend Edward Chichester, il est membre de l'éminente famille irlandaise Chichester dirigée par le marquis de Donegall. Il est l'arrière-arrière-arrière-petit-fils de John Chichester, petit-fils d'Edward Chichester, 1er vicomte Chichester et frère cadet d'Arthur Chichester (2e comte de Donegall). Il fait ses études au Foyle College, Derry, Shrewsbury School et Trinity College, Dublin, et est ordonné en 1837.
Il est un important organiste d'église et compositeur de musique d'église, de glees et de chansons.
Lorsque le Belfast Hospital for Sick Children est ouvert en 1878, le révérend O'Neill est nommé premier président du conseil médical. Une dédicace en marbre est installée dans le service chirurgical de l'hôpital en son honneur. C'est un rôle qu'il remplit avec un vif intérêt jusqu'à sa mort, date à laquelle son fils Robert Torrens en a pris la responsabilité.
En 1855, il hérite des domaines importants d'O'Neill à la mort de son parent John O'Neill, 3e vicomte O'Neill (à la mort duquel le titre de vicomte s'éteignit) et prend le nom de famille d'O'Neill au lieu de Chichester la même année. En 1868, le titre O'Neill est relancé lorsqu'il fut élevé à la pairie en tant que baron O'Neill, du château de Shane dans le comté d'Antrim.

## Famille
Lord O'Neill épouse Henrietta, fille de Robert Torrens, juge à la Court of Common Pleas (Irlande), et de son épouse Anne en 1839. Après sa mort en 1857, il se remarie à Elizabeth Grace, fille du vénérable John Torrens, archidiacre de Dublin, en 1858. Elle est la cousine germaine d'Henrietta. Son troisième fils de son premier mariage, Robert Torrens O'Neill, représente Antrim Mid au Parlement pendant de nombreuses années. Il meurt en avril 1883, âgé de 70 ans, et est remplacé dans la baronnie par son fils aîné de son premier mariage, Edward. Deux des descendants de Lord O'Neill ont fait carrière en politique. Son petit-fils Robert William Hugh O'Neill est président de la Chambre des communes d'Irlande du Nord et créé baron Rathcavan en 1953 tandis que son arrière-petit-fils Terence O'Neill est premier ministre d'Irlande du Nord et est fait pair à vie avec le titre de baron O'Neill de la Maine en 1970. Elizabeth Grace, Lady O'Neill, est décédée en 1905.